# Barthélémy Chinenyeze
Barthélémy Ikechi Ross Chinenyeze (ur. 28 lutego 1998 w Dunkierce) – francuski siatkarz pochodzenia nigeryjskiego, reprezentant Francji, grający na pozycji środkowego.

## Sukcesy klubowe
Liga francuska:
- 2019
- 2017

Puchar Francji:
- 2019

Liga włoska:
- 2023[5], 2025[6]

Puchar Włoch:
- 2025[7]

Puchar Challenge:
- 2025[8]

## Sukcesy reprezentacyjne
Liga Światowa:
- 2017[9]

Memoriał Huberta Jerzego Wagnera:
- 2017
- 2018

Liga Narodów:
- 2022[10]
- 2018
- 2021

Igrzyska Olimpijskie:
- 2020, 2024[11]

## Nagrody indywidualne
- 2021: Najlepszy środkowy Igrzysk Olimpijskich w Tokio

## Odznaczenia
- Chevalier Orderu Legii Honorowej – 2021[12]
- Officier Orderu Narodowego Zasługi – 2024[13]